# Représentations diplomatiques de la Bolivie

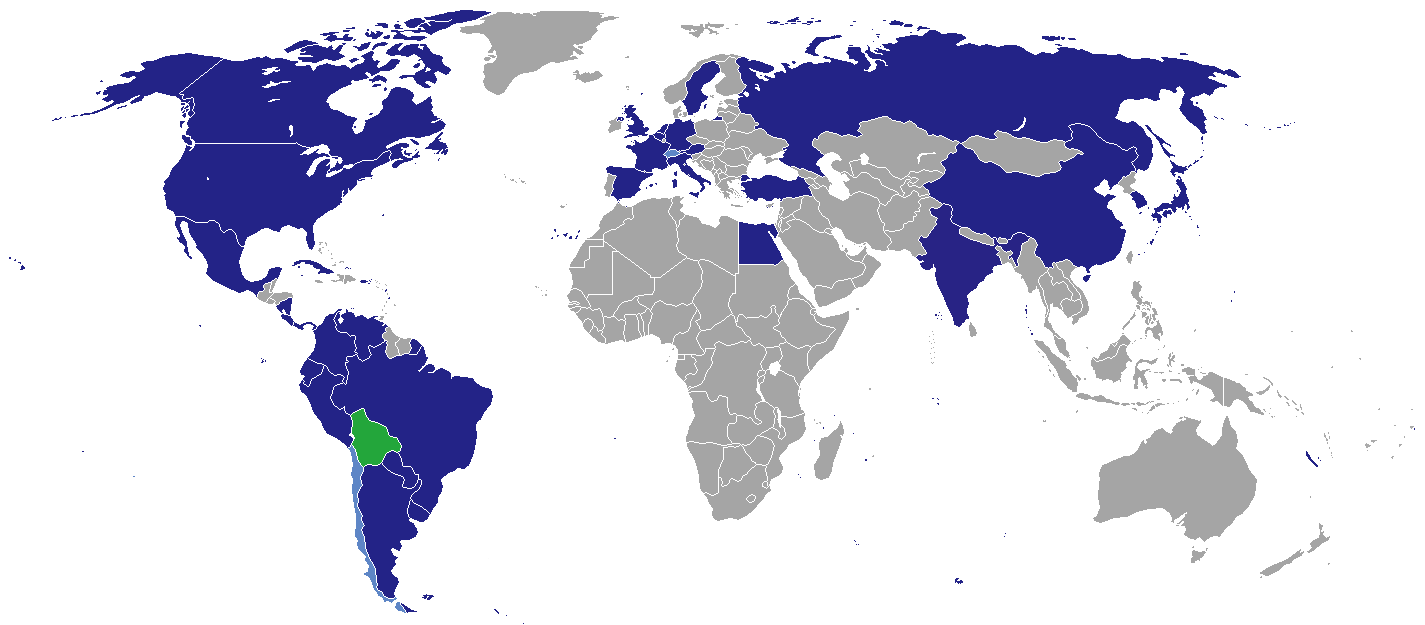
Représentations diplomatiques de la Bolivie :
Bolivie
Ambassade
Consulat général

La Bolivie dispose d'une représentation diplomatique dans 30 pays. En raison de la controverse sur le Corredor de Atacama au XIXe siècle, les relations entre le Chili et la Bolivie sont détériorées ; ainsi, chacun des deux pays ne dispose que d'un consulat général dans la capitale de l'autre.
Voici la liste des représentations diplomatiques de la Bolivie à l'étranger :

## Afrique
- Égypte
  - Le Caire (ambassade)

## Amérique
- Argentine
  - Buenos Aires (ambassade)
  - Córdoba (consulat)
  - Mendoza (consulat)
  - La Quiaca (consulat)
  - Pocito (consulat)
  - Rosario (consulat)
  - Salta (consulat)
  - San Ramón de la Nueva Orán (consulat)
  - San Salvador de Jujuy (consulat)
  - Viedma (consulat)
- Brésil
  - Brasilia (ambassade)
  - Rio de Janeiro (consulat général)
  - São Paulo (consulat général)
  - Brasiléia (consulat)
  - Campo Grande (consulat)
  - Corumbá (consulat)
  - Cuiabá (consulat)
  - Guajará-Mirim (consulat)
- Canada
  - Ottawa (ambassade)
- Chili
  - Santiago du Chili (consulat général)
  - Arica (consulat général)
  - Antofagasta (consulat)
  - Calama (consulat)
  - Iquique (consulat)
- Colombie
  - Bogota (ambassade)
- Costa Rica
  - San José (ambassade)
- Cuba
  - La Havane (ambassade)
- Équateur
  - Quito (ambassade)
- États-Unis
  - Washington (ambassade)
  - Los Angeles (consulat général)
  - Miami (consulat général)
  - New York (consulat général)
  - Houston (consulat)
- Mexique
  - Mexico (ambassade)
- Panama
  - Panamá (ambassade)
- Paraguay
  - Asuncion (ambassade)
- Pérou
  - Lima (ambassade)
  - Tacna (consulat général)
  - Ilo (consulat)
  - Puno (consulat)
  - Tacna (consulat)
- Uruguay
  - Montevideo (ambassade)
- Venezuela
  - Caracas (ambassade)

## Asie
- Chine
  - Pékin (ambassade)
- Corée du Sud
  - Séoul (ambassade)
- Inde
  - New Delhi (ambassade)
- Iran
  - Téhéran (ambassade)
- Japon
  - Tōkyō (ambassade)

## Europe
- Allemagne
  - Berlin (ambassade)
- Autriche
  - Vienne (ambassade)
- Belgique
  - Bruxelles (ambassade)
- Danemark
  - Copenhague (ambassade)
- Espagne
  - Madrid (ambassade)
  - Barcelone (consulat général)
  - Murcie (consulat)
  - Séville (consulat)
  - Valence (consulat)
- France
  - Paris (ambassade)
- Italie
  - Rome (ambassade)
  - Milan (consulat général)
- Pays-Bas
  - La Haye (ambassade)
- Royaume-Uni
  - Londres (ambassade)
- Russie
  - Moscou (ambassade)
- Suède
  - Stockholm (ambassade)
- Suisse
  - Genève (ambassade)
- Vatican
  - Rome (ambassade)

## Organisations internationales
- Bruxelles  (Mission permanente auprès de l'Union européenne)
- Montevideo (Missions permanentes auprès de l'ALADI et du MERCOSUR)
- New York (Mission permanente auprès de l'Organisation des Nations unies)
- Paris (Mission permanente auprès de l'UNESCO)
- Washington (Mission permanente auprès de l'Organisation des États américains)

## Galerie

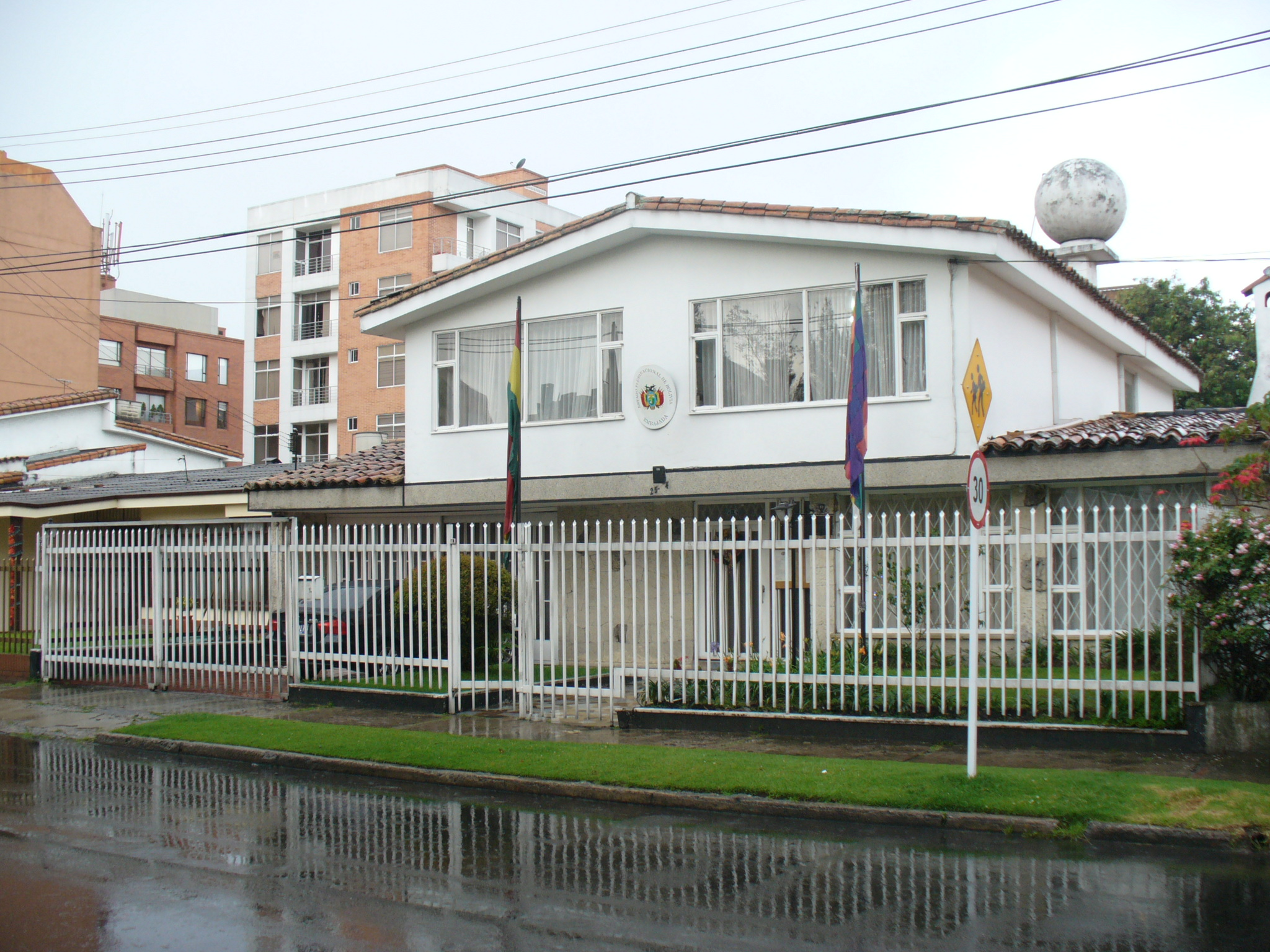
Ambassade à Bogota.
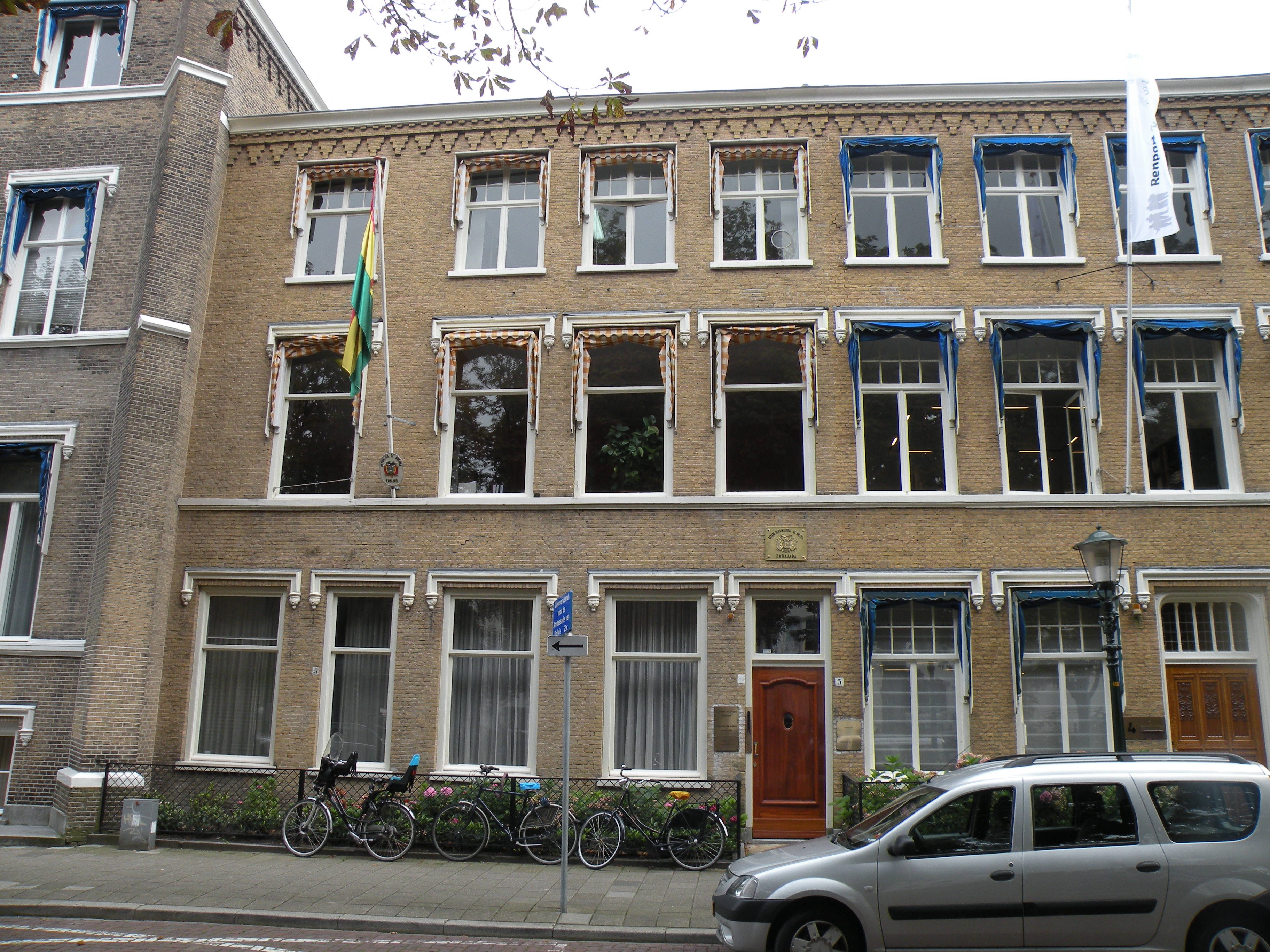
Ambassade à La Haye.
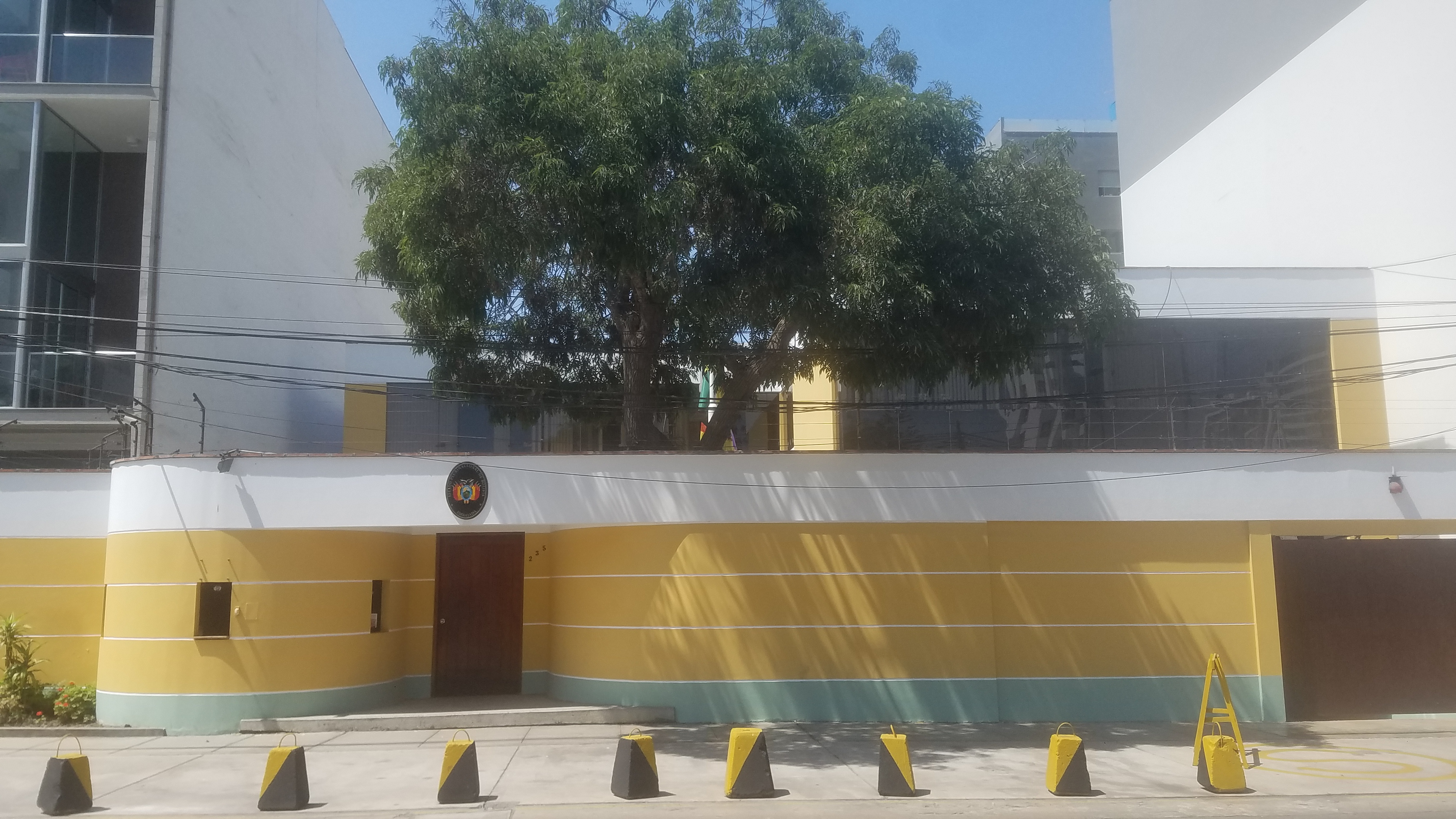
Ambassade à Lima.
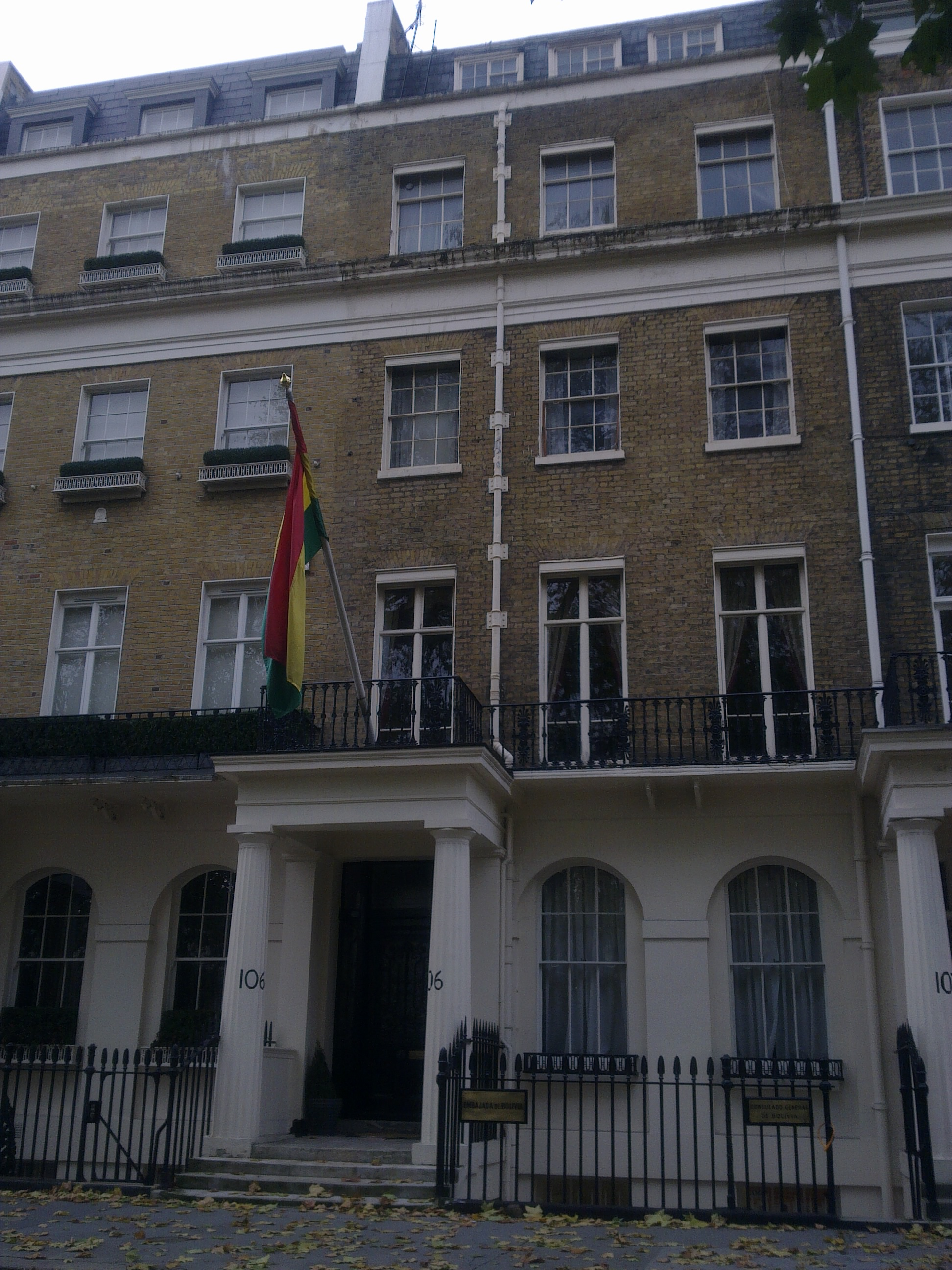
Ambassade à Londres.
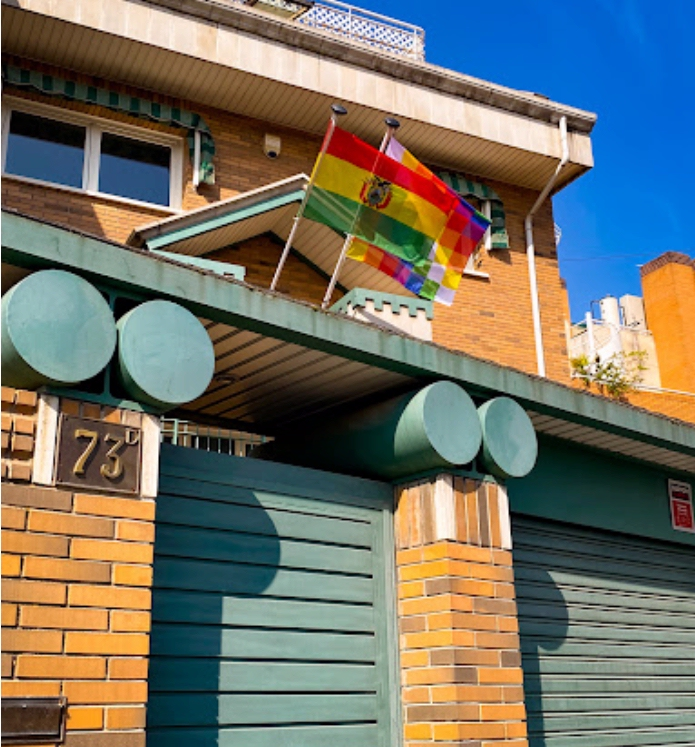
Ambassade à Madrid.
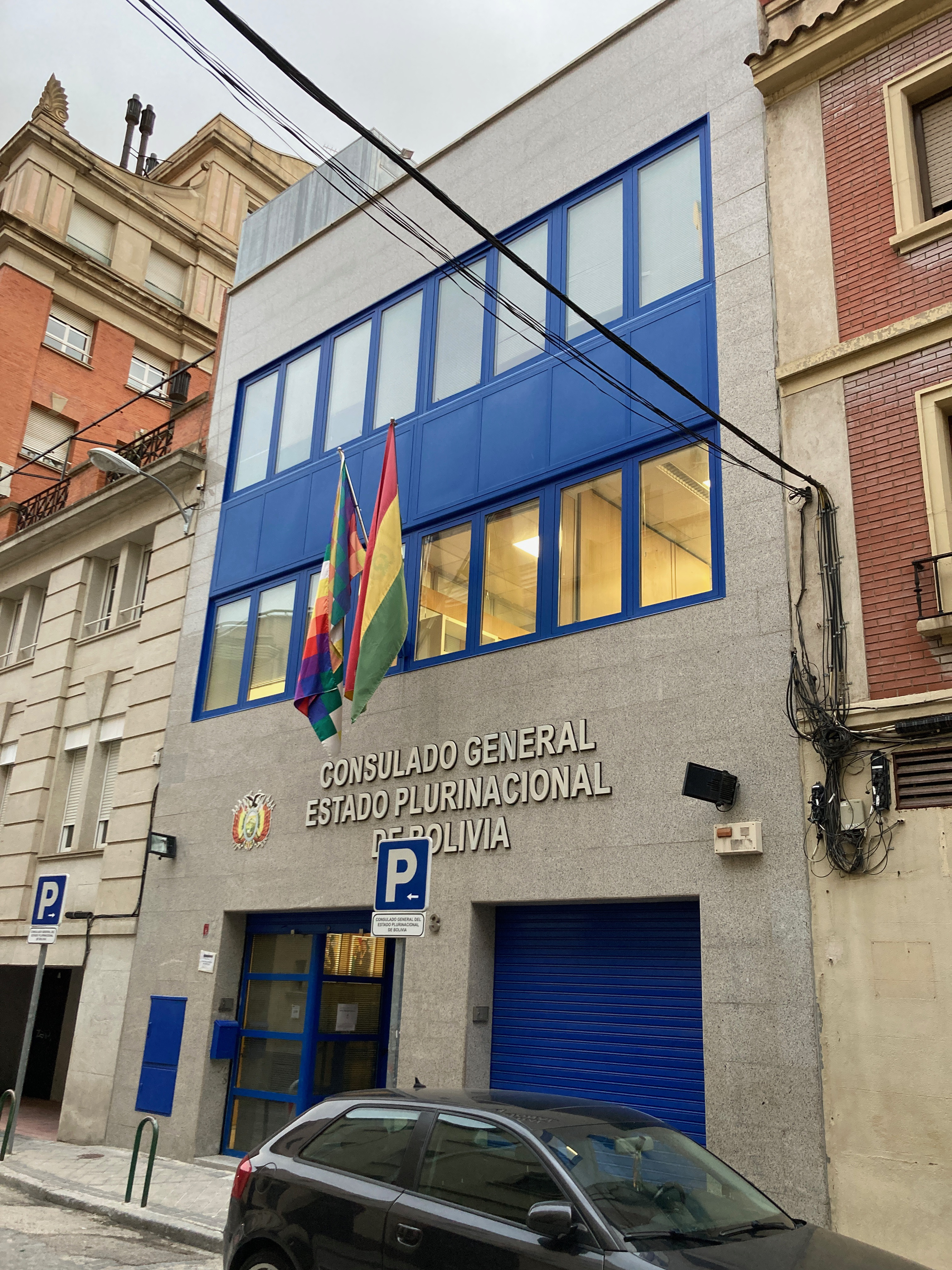
Consulat général à Madrid.
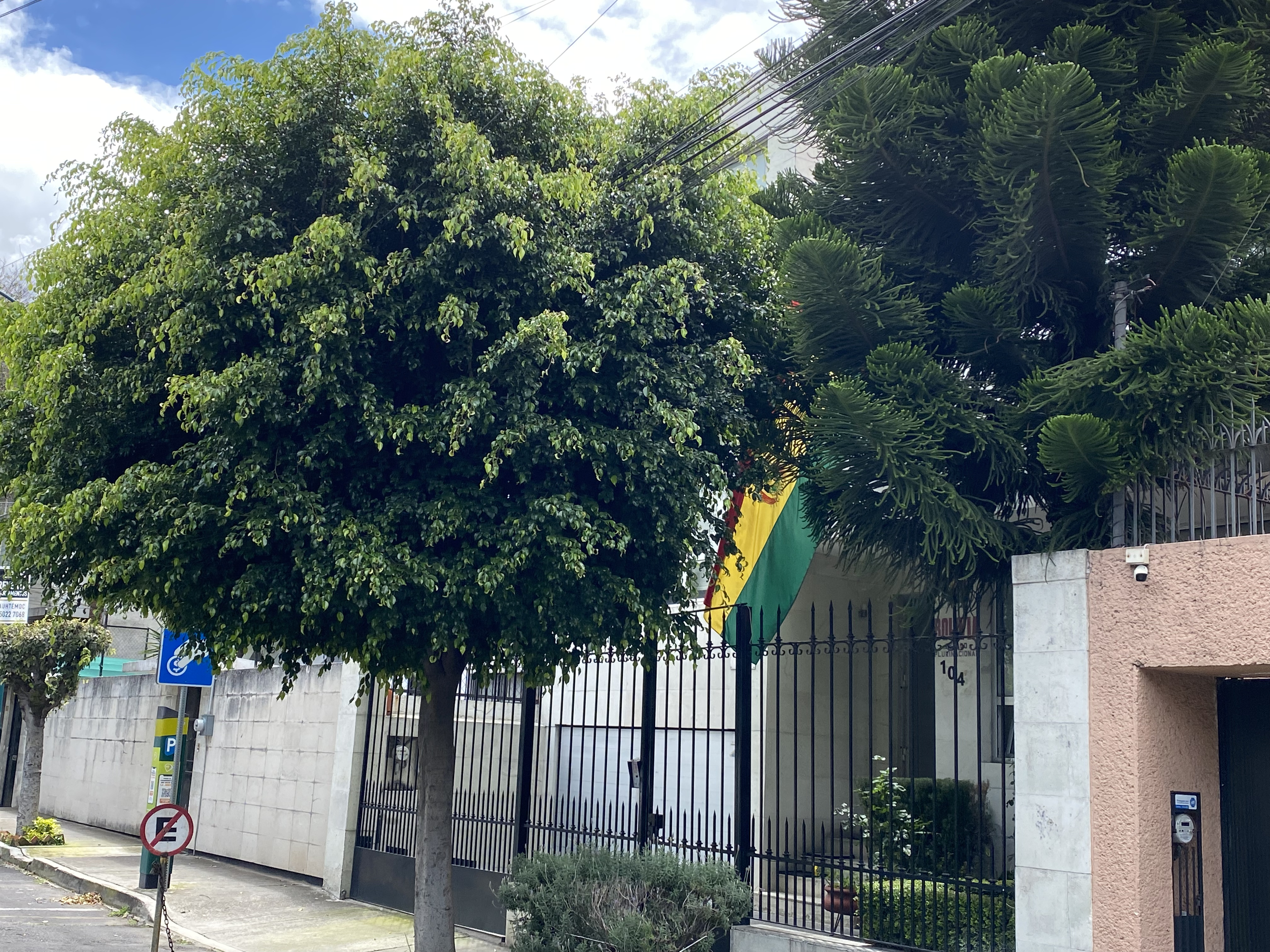
Ambassade à Mexico.
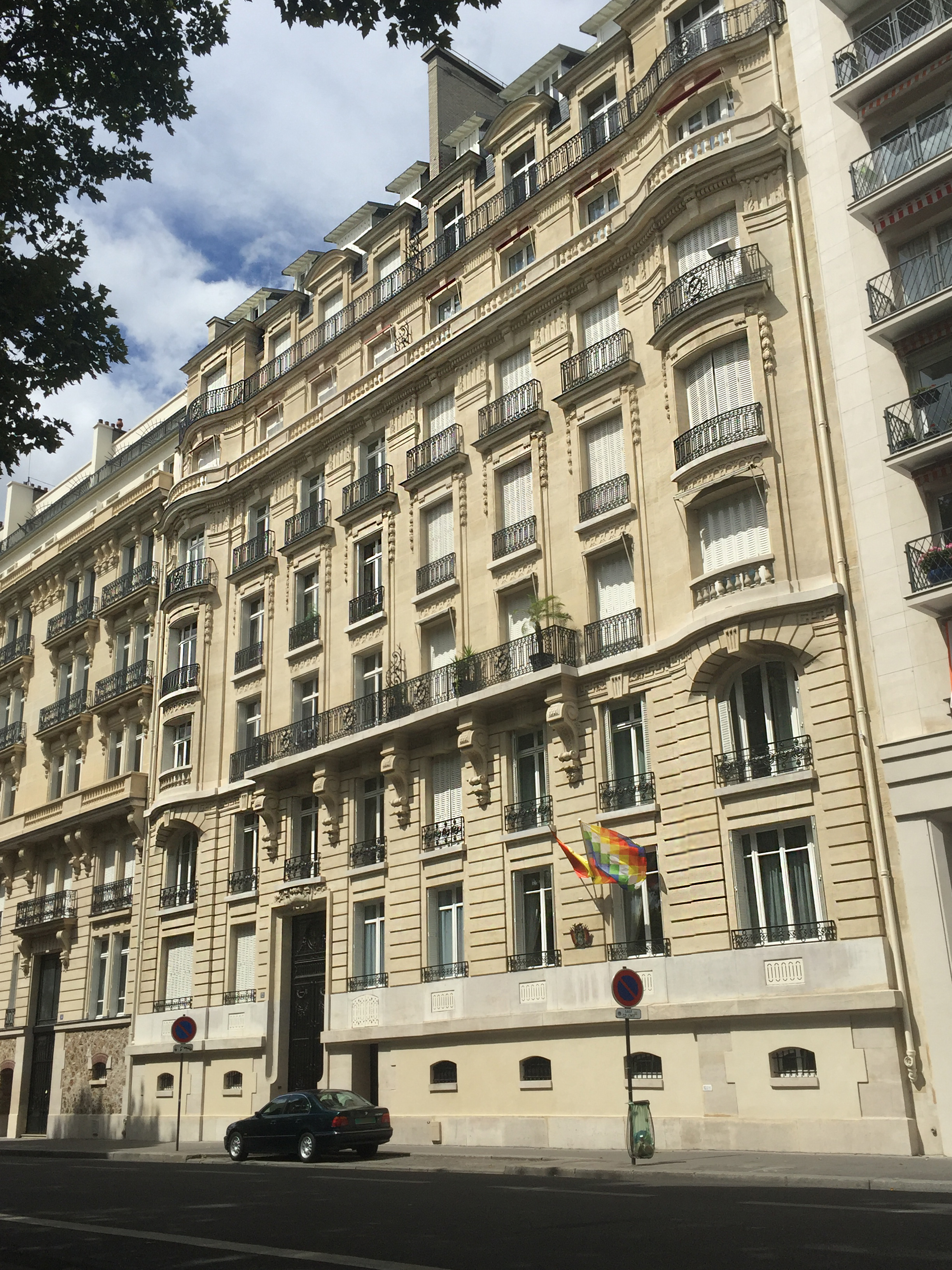
Ambassade à Paris.
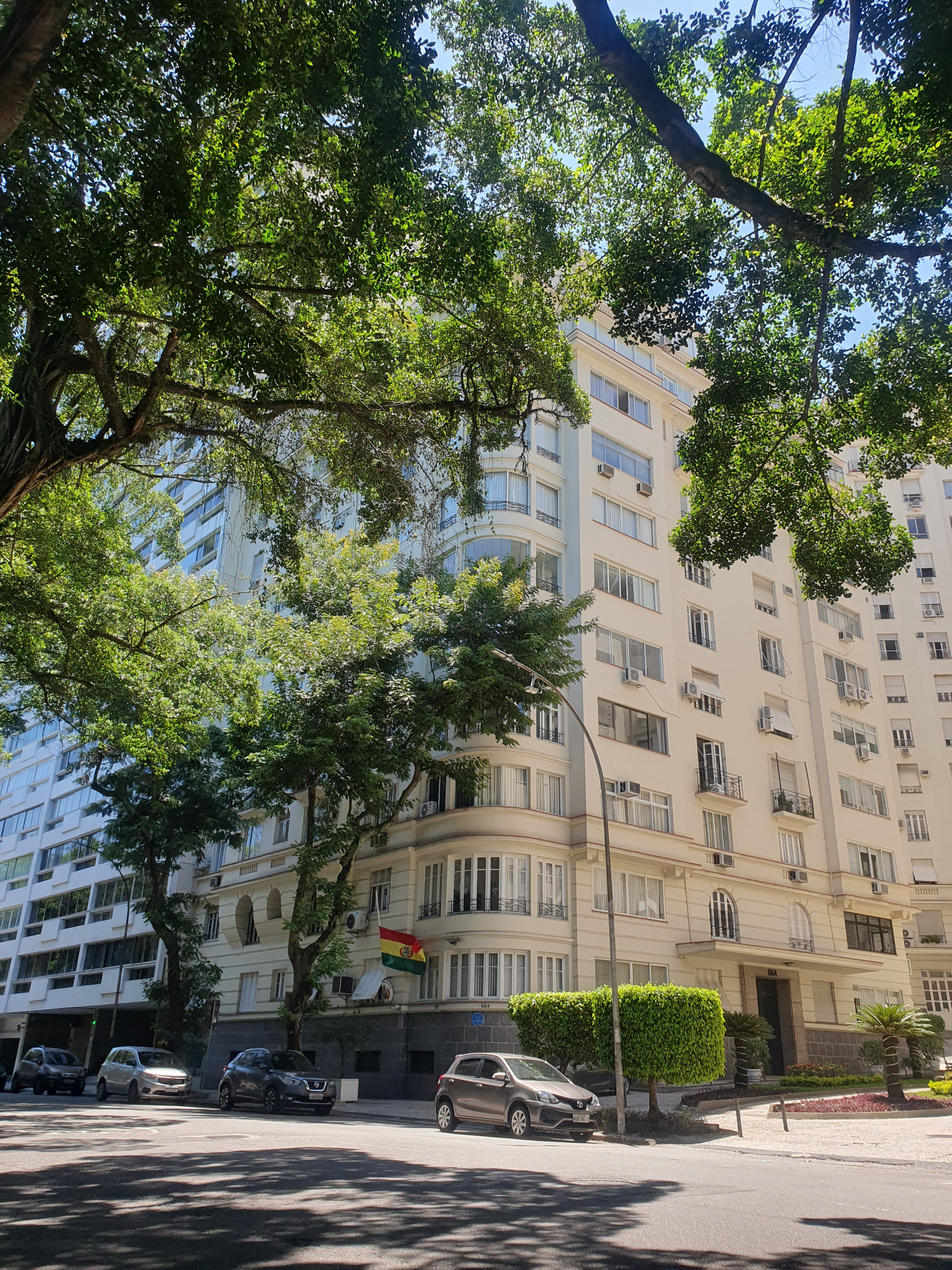
Consulat général à Rio de Janeiro.
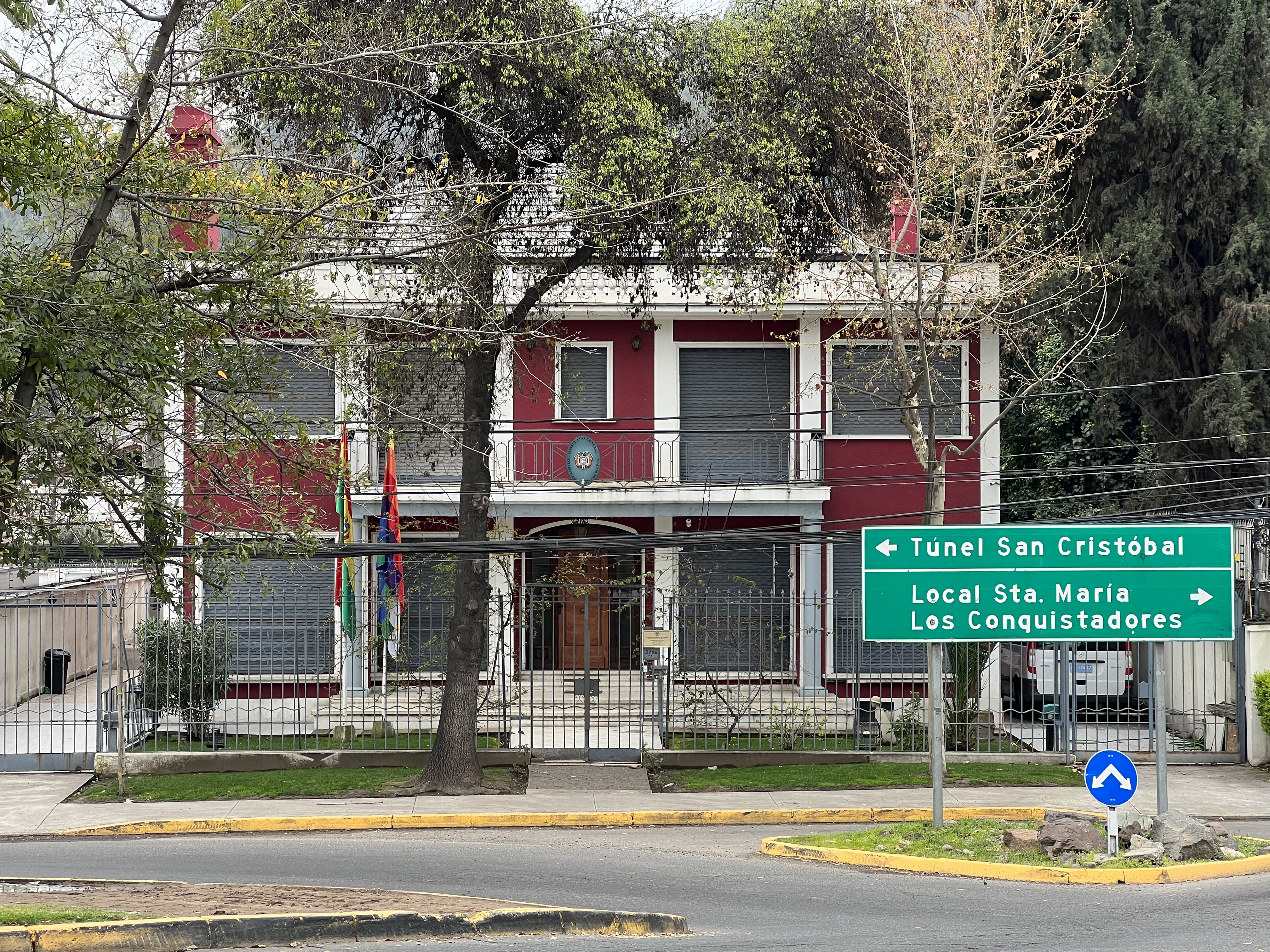
Consulat général à Santiago du Chili.
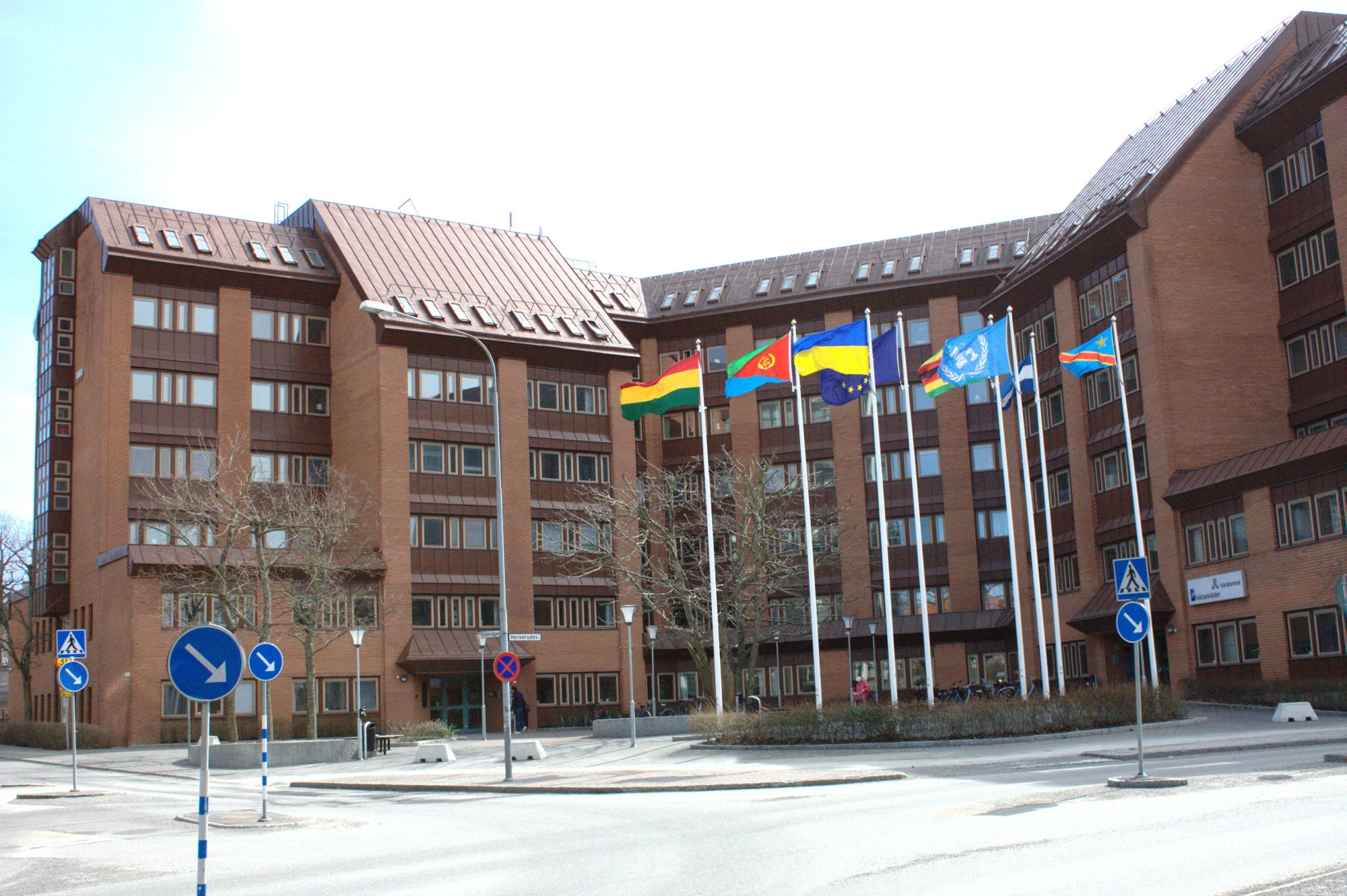
Ambassade à Stockholm.
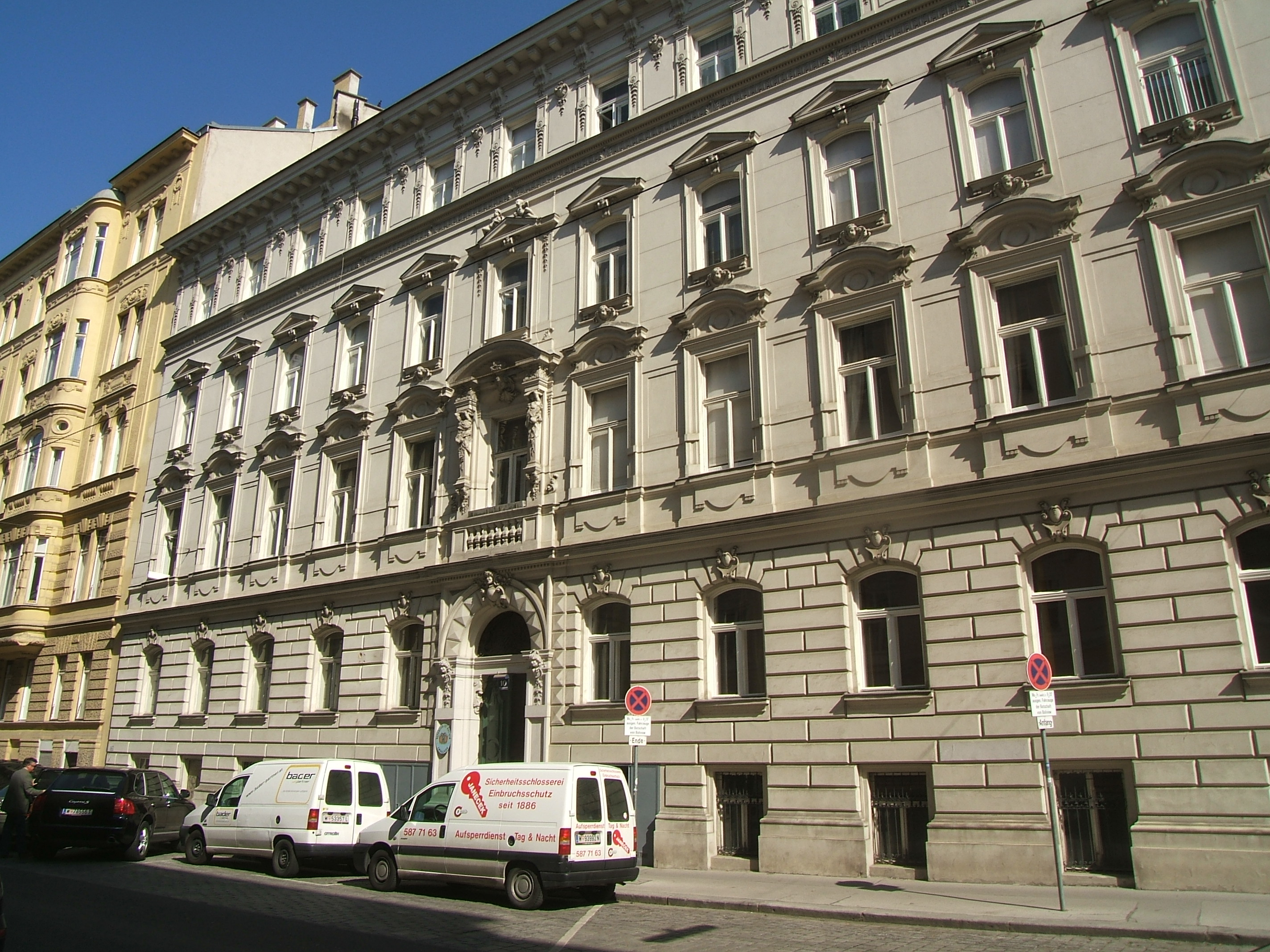
Ambassade à Vienne.
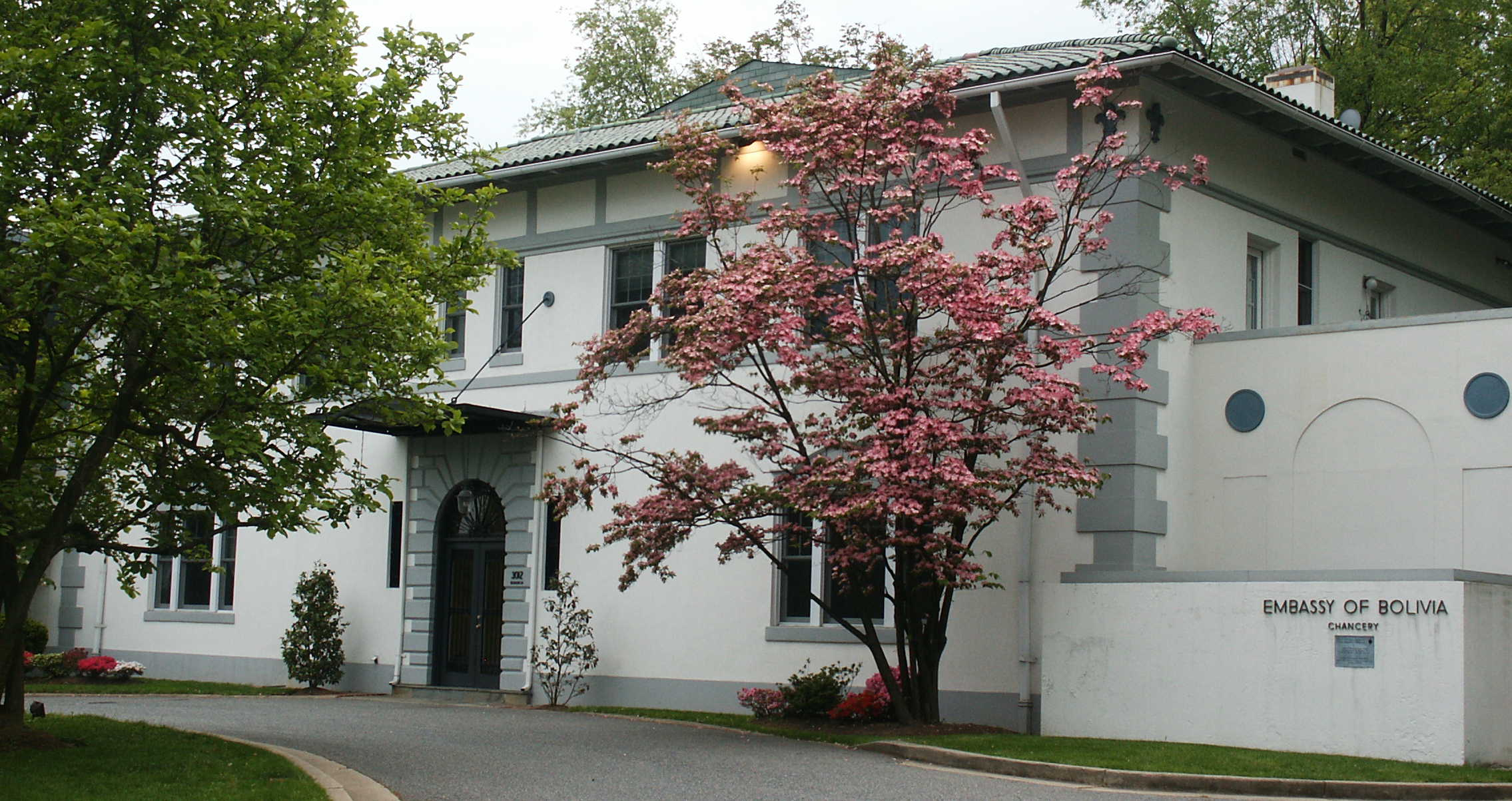
Ambassade à Washington.